# 奥斯泰尔市镇
奥斯泰尔市级市镇（烏克蘭語：Остерська міська громада）是乌克兰切爾尼希夫州切爾尼希夫區的一个市镇，行政中心为奧斯泰爾。市镇面积为177.58平方公里，人口数量为7,576人（2018年）。该市镇设立于2016年7月8日。

## 居民点
该市镇包括一个城市（奧斯泰爾）和21个村庄。村庄列表如下：
- 巴巴里基
- 貝雷米茨凱
- 比利基
- 比爾基
- 沃莱瓦奇
- 代什基
- 葉夫明卡
- 日林姆雷諾克
- 茹基夫希納
- 科蒂夫
- 科沙内
- 克列尼
- 克雷哈伊夫
- 柳貝恰尼尼夫
- 納比利斯凱
- 奧丁齊
- 帕爾希米夫
- 波利斯凱
- 羅曼基
- 薩姆索內
- 圖曼斯卡胡塔